# Auguste Mas
Auguste Mas Auguste Ambroise Joseph de noms de fonts (Prada, 28 de maig del 1854 - Marqueixanes, 27 d'agost del 1908) va ser un professor i polític nord-català, diputat a l'Assemblea Nacional Francesa.
Estudià de primer al liceu de Tolosa de Llenguadoc, i posteriorment ho feu a París, al "college Saint Barbe" i al liceu Louis-le-Grand. Es llicencià en lletres el 1877, obtingué l'agregadoria el 1883 i ensenyà retòrica successivament als liceus d'Aurenja, Avinyó (Valclusa), Chambéry, Nimes i Montpeller. El 1881 s'havia casat amb Mathilde Claire Louise Marguerite Chancel (1853-1938), filla del químic i rector de l'Acadèmia de Montpeller Gustave Chancel, amb qui el 1886 tingué un fill, Edouard Mas-Chancel, futur arquitecte d'anomenada a Perpinyà.
Entrà en política i fou conseller general de Besiers del 1886 al 1892. A Montpeller, posteriorment, hi fou regidor de barri i president del consell de barris del 1895 al 1901. Va ser nomenat regidor adjunt segon de l'alcaldia el 1902, i delegat municipal d'Instrucció Pública i de Belles Arts; en aquesta darrera faceta, contribuí al restabliment de la universitat de Montpeller (1896). Es presentà a l'Assemblea Legislativa a les eleccions del 1902, a la primera circumscripció de Montpeller, en representació del departament de l'Erau. Sortí elegit diputat a la segona volta, i romangué a l'escó de l'11 de maig del 1902 al 31 de maig del 1906. Durant la legislatura, segué en els bancs del partit radical socialista. Es presentà a les eleccions del 1906 però, després d'una agra batalla política amb l'equip electoral de Pierre Leroy-Beaulieu amb l'edició d'un pamflet difamatori comprès, es retirà de la política. Va ser nomenat Inspector General d'Instrucció Pública. Morí amb cinquanta-cinc anys.
El 1882 havia guanyat el primer premi de biografia del concurs regional que convocava l'Acadèmia de la Valclusa. També fou distingit amb el títol d'Oficial d'Administració Pública el 1898. Del 1887 endavant va ser membre de la Société agricole, scientifique & littéraire des Pyrénées-Orientales.

## Obres
- Éloge de Philippe de Girard.  Avignon: H. Chassing, 1882.
- Mas-Chancel, Auguste. Le XVIIIe Siècle jugé par la critique contemporaine, conférence faite a Perpignan, le 5 avril 1891, par M. Auguste Mas-Chancel, professeur agrégé des lettres au lycée de Montpellier.  Prades: imprimerie Larrieu, 1891.
- Discours prononcé à la distribution des prix du Lycée de jeunes filles de Montpellier, le 29 juillet 1893.  Montpellier: Académie de Montpellier. Lycée de jeunes filles de Montpellier, 1893.
- Allocution prononcée par M. Auguste Mas,... à la distribution générale des prix des Ecoles communales de filles et de garçons, le 9 août 1894.  Montpellier: impr. Serre Roumégous, 1894.
- Ville de Montpellier. Reconstruction de la Caisse d'Epargne. Demande de surélévation de l'édifice. Mémoire sur les servitudes du Peyrou, présenté à M. le Maire de Montpellier, par M. Auguste Mas, 1er adjoint (Séance du Conseil Municipal du 13 Juin 1894).  Montpellier: impr. Serre et Roumégous, 1894.
- Claude Lancelot, pseud. d'Auguste Mas. Une affaire: un intellectuel du XVIIe siècle [conférence faite le 6 mai 1899 sur Blaise Pascal].  Montpellier: Julien Crémieu, 1900.
- Lycée de jeunes filles de Montpellier. Distribution des prix. Discours.  Montpellier: impr. de Delord-Boehm et Martial, 1900.
- Discussion de la loi sur le régime des sucres. Discours des députés Mas et Bénézech en faveur de la viticulture.  Montpellier: impr. du "Républicain", 1902.
- Chambre des Députés. Législature de 1902-1906. Discours complet de M. Auguste Mas, professeur de littérature, député de Montpellier, sur la ratification de la Convention de Bruxelles, le régime du sucre, la règlementation du privilège des bouilleurs de cru, la taxe différentielle sur l'alcool.  Montpellier: Société de propagande électorale, 1906.
- Chambre des Députés. Législature de 1902-1906. Discours complets de M. Auguste Mas.  Montpellier: Manufacture de la Charité, 1906.